# Jan Antoni Żaba
Jan Antoni Żaba herbu Kościesza – starosta starodubowski od 1732 roku.
Jako poseł na sejm konwokacyjny 1733 roku z powiatu starodubowskiego był członkiem konfederacji generalnej zawiązanej 27 kwietnia 1733 roku na tym sejmie.